# Grauer Kopf (Holzhausen)
Der Graue Kopf bei Laufenselden im hessischen Rheingau-Taunus-Kreis mit nordwestlichen Bergteilen im rheinland-pfälzischen Rhein-Lahn-Kreis ist eine 543,4 m ü. NHN hohe Erhebung im deutschen Mittelgebirge Taunus. Nach dem Mappershainer Kopf (548 m) ist er die zweithöchste Erhebung im Westlichen Hintertaunus.

## Geographie

### Lage
Der Graue Kopf erhebt sich im Westlichen Hintertaunus und nahe dem Südsüdostrand des Einrichs. Zugleich liegt er im Nordteil der historischen Landschaft Kemeler Heide, die sich auf einem Bergrücken erstreckt (dessen nördliches Ende von Südsüdosten geringfügig in den Einrich hineinreicht). Die hessischen Bergteile gehören zum Naturpark Rhein-Taunus und die rheinland-pfälzischen zum Naturpark Nassau. Der Gipfel des bewaldeten Bergs liegt auf hessischem Gebiet etwa 3,3 km westlich von Laufenselden, 1,8 km nordöstlich von Grebenroth und 2,2 km ostnordöstlich von Martenroth, die alle zu Heidenrod (Hessen) gehören, sowie 3 km (jeweils Luftlinie) ostsüdöstlich von Holzhausen an der Haide (Ortsgemeinde; Rheinland-Pfalz). Er befindet sich knapp 150 m südöstlich der Landesgrenze, die hier einen Bogen um die Gipfelregion schlägt.
Der Grenzverlauf beider Länder erreicht, vom Hohen Westerwald abgesehen, auf dem Nordwesthang des Berges mit etwa 527 m seine höchstgelegene Stelle. Diese ist zugleich die höchste im rheinland-pfälzischen Teil des Taunus (⊙). Sie befindet sich südlich des Kastells Holzhausen, auf der Grenze zwischen der Gemarkung Laufenselden (Hessen) und der Ortsgemeinde Holzhausen an der Haide (Rheinland-Pfalz).
Der Graue Kopf ist Teil des nach Süden weiterführenden Höhenzugs, der die Wasserscheide zwischen dem Mühlbach und der Wisper im Westen sowie dem Dörsbach und der Aar und im Osten bildet. Auf der Ostflanke des Berges entspringt der Ackerbach und auf der Nordwestflanke der Hasenbach, die beide dem Dörsbach zufließen. Etwas südlich entspringt der Bärbach, ein Zufluss des auch Gronauer Bach genannten Mühlbach-Zuflusses Klausbach.

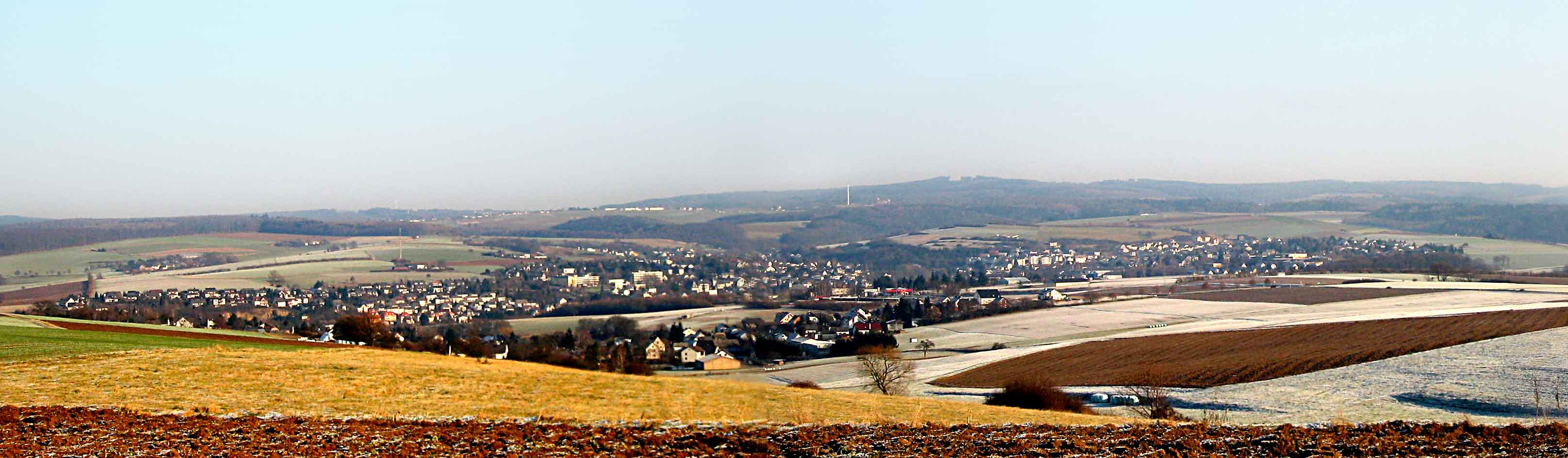
Blick von Westen über die Nastätter Mulde mit Nastätten zum Grauen Kopf (mittig) und Nordwestausläufer des Kemeler Rückens

### Naturräumliche Zuordnung
Der Graue Kopf gehört in der naturräumlichen Haupteinheitengruppe Taunus (Nr. 30) und in der Haupteinheit Westlicher Hintertaunus (304) zur Untereinheit Westlicher Aartaunus (304.1). Südwestlich grenzt die Untereinheit Zorner Hochfläche (304.5) an. Nach Westen leitet die Landschaft in den Naturraum Dörsbach/Mühlbach-Wasserscheide (304.90) über, nach Nordwesten in den Naturraum Unteres Dörsbach-Tiefenbach-Gebiet (304.91) und nach Norden in den Naturraum Zentrale Katzenelnbogener Hochfläche (304.92); alle drei gehören zur Untereinheit Katzenelnbogener Hochfläche (304.9).

## Kastell Holzhausen
Auf dem Nordhang des Grauen Kopfs liegt das Kastell Holzhausen. Der Obergermanisch-Raetische Limes beschreibt hier, abweichend von seinem über weite Strecken sehr geradlinigen Verlauf, einen leichten Bogen nach Norden, um die Gipfelkuppe in seinen Schutz einzubeziehen.

## Windpark Heidenrod

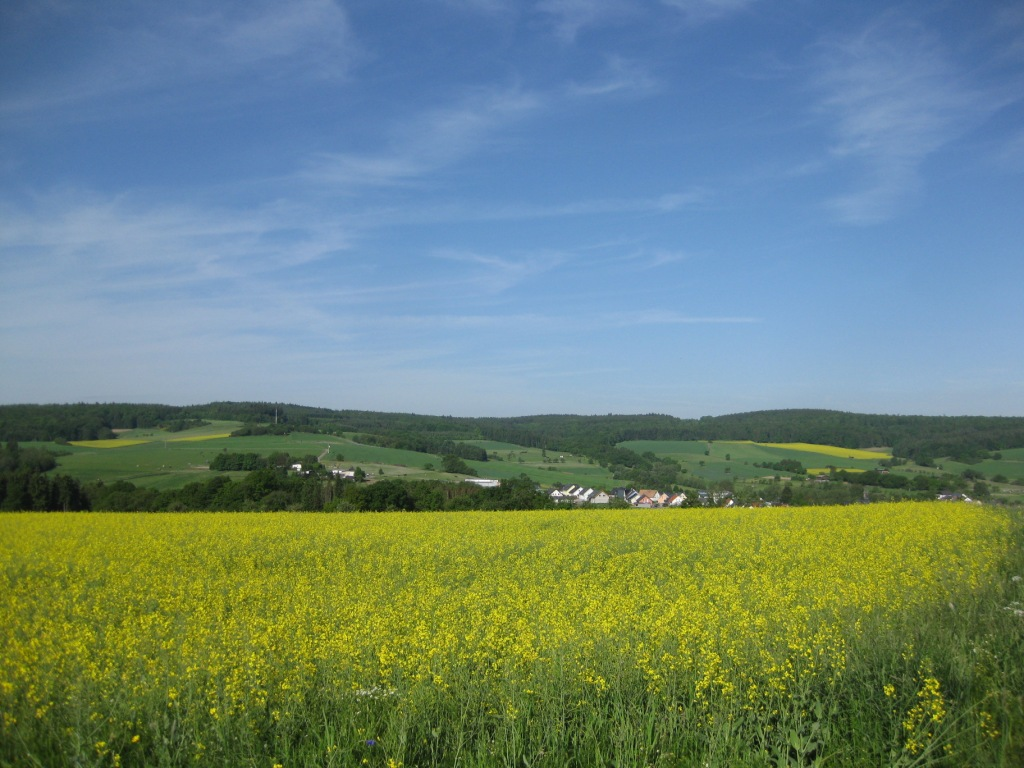
Blick von Osten zum Kemeler Rücken mit Gesteinteheck (links; hinter Sendemast auf dem Schönauer Küppel), Grauem Kopf (rechts) und Laufenselden (2012) und …

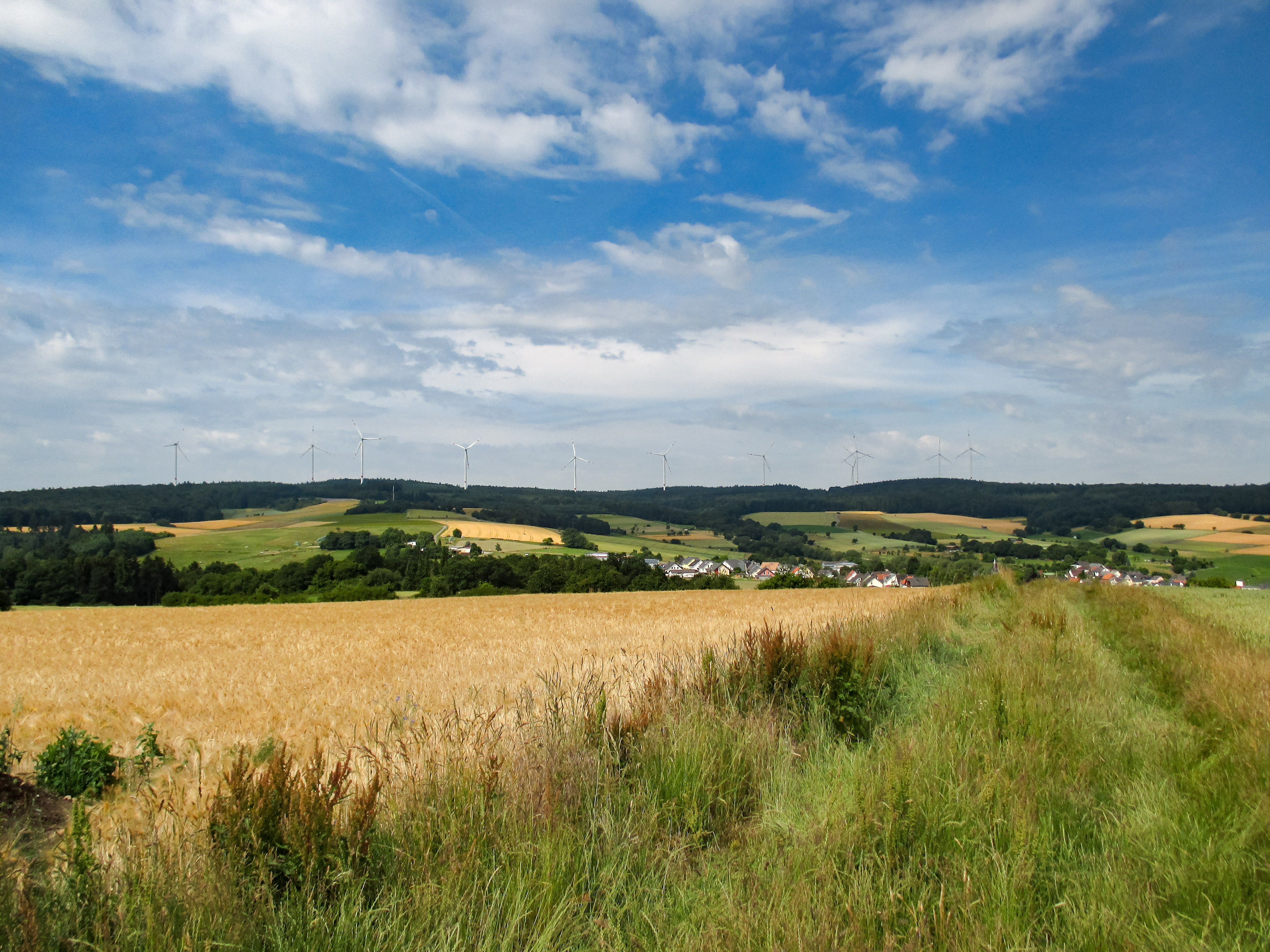
… Blick von derselben Stelle, auch zum Kemeler Rücken, nun aber mit dem Windpark Heidenrod (2015)

Auf dem bewaldeten nordwestlichen Kemeler Rücken, im Gebiet zwischen Grauem Kopf (nördlich) und Gesteinteheck (südlich), entlang der B 260, begannen im Februar 2014 die Bauarbeiten für die Errichtung von 12 Windkraftanlagen (WEA) des Typ GE2.5-120 vom Hersteller GE Wind Energy, mit einer Maximalhöhe von 199 m. Zwei dieser WEA, eine am Grauen Kopf und die andere etwa 500 m südwestlich, wurden in unmittelbarer Nähe des Obergermanisch-Raetischen Limes errichtet.
Wie bei solchen Windenergieprojekten in Waldlandschaften üblich, wurden für die 12 WEA größere Waldflächen mit dem Einsatz von Holzvollernter entwaldet und anschließend gerodet. Weiterhin wurden die vorhandenen Waldwege für den Transport der Baumaterialien und Anlagenbauteile zu Baustraßen umgewandelt, sowie seitlich der Baustraßen die Erdkabel zu den einzelnen WEA verlegt.
Mit einer Klage eines Gemeindevertreters der Gemeinde Heidenrod beim Verwaltungsgericht Wiesbaden sollte im April 2013 verhindert werden, dass der Beschluss der Gemeindevertretung Heidenrod zur Gründung der Windenergiepark Heidenrod GmbH umgesetzt wird. Am 8. Mai 2013 wurde der Klage teilweise stattgegeben und der Gemeindevorstand verpflichtet, eine Anfrage des Klägers über die gemeindlichen Einnahmen aus dem Betrieb von Windkraftanlagen unverzüglich, vollständig und wahrheitsgemäß zu beantworten.

## Verkehr und Wandern
Etwa 550 m südlich vorbei am Gipfel des Grauen Kopfs verläuft die Bundesstraße 260 (teils auch Bäderstraße Taunus genannt), die nahe der etwas weiter südlich gelegenen Bärbachquelle über eine etwa 510 m hohe Stelle und weiter südöstlich davon zum Beispiel am Gesteinteheck (537,2 m) noch höhere Stellen erreicht. Von dieser Straße zweigt etwa 650 m (jeweils Luftlinie) südwestlich des Gipfels die Kreisstraße 687 nach Grebenroth führend ab. Unmittelbar an diesem Abzweig befindet sich ein Wandererparkplatz, von wo aus der Berg auf Waldwegen und -pfaden erwandert werden kann. Von der B 260 zweigt zudem nahe Bärbachquelle und Gesteinteheck der Kohlstraße (Waldweg) nach Nordnordwesten ab und verläuft östlich am Gipfel vorbei, wo sie sich nördlich des Grauen Kopfs mit der Hessenstraße (Waldweg) vereinigt. Letztere verläuft über den Nordwesthang des Berges und verband seit dem Spätmittelalter die hessischen Gebiete am Mittelrhein mit der Landgrafschaft Hessen-Kassel.